# Saint Maeoc
Saint Mayeux ou saint Mieux ou Mic (en vieux-breton Maeoc, Meoc ; en breton : Maëc) est un saint breton quasi inconnu de la Bretagne du haut Moyen-Âge, un anachorète, mais qui est traditionnellement honoré dans plusieurs paroisses de Bretagne.

## Hagiographie
Saint Maeoc aurait vécu en solitaire dans le bois portant son nom (aujourd'hui Coëtmieux, dans le département des Côtes-d'Armor) et qu'il y fut enterré vers 540.  En bâtissant le presbytère de Coëtmieux, l'on trouva les ruines d'un ancien édifice, que l'on croit avoir été l'abbaye de Saint-Mieux ou Maeoc ou Méoc. Certains historiens prétendent que saint Maeoc aurait eu sa demeure à Létimieux (ou Lez-Ty-Mieu), village situé au sud de la commune de Coëtmieux. Ses reliques, conservées jusqu'au XVIIe siècle dans une châsse située sous le maître-autel de l'église de Coëtmieux, furent alors présentées à la vénération des fidèles. La paroisse de Coëtmieux étant une dépendance de l'évêché de Dol.  Ce serait un moine évangéliste itinérant disciple de saint Samson au VIe siècle. En fait l'hagionyme Maeoc, nom d'origine brittonique, issu de Magiacos, dérivé de mag ("grand") est largement répandu dans la péninsule bretonne[réf. nécessaire].
La tradition fait de saint Maeoc l'un des douze condisciples de saint Kirec, avec saint Engar (qui avait une chapelle en Locquirec), saint Milon (qui était vénéré dans la chapelle Saint-Engar), saint Garan (il a une chapelle à Plestin), saint Kémo (patron d'une ancienne trève de Trédrez), saint Egat (patron primitif de Plouégat-Guerrand), saint Nérin (patron de Plounérin), etc..
Son existence reste hypothétique et c'est peut-être lui qui est aussi honoré sous le nom de saint Méloir, lui-même connu sous d'autres variantes de noms : Melar, Méloir, Mélar, Mélaire, Mélair, Meler, Maelor, Maglor, Sulio, etc.

## Les traces de son culte dans la Bretagne actuelle

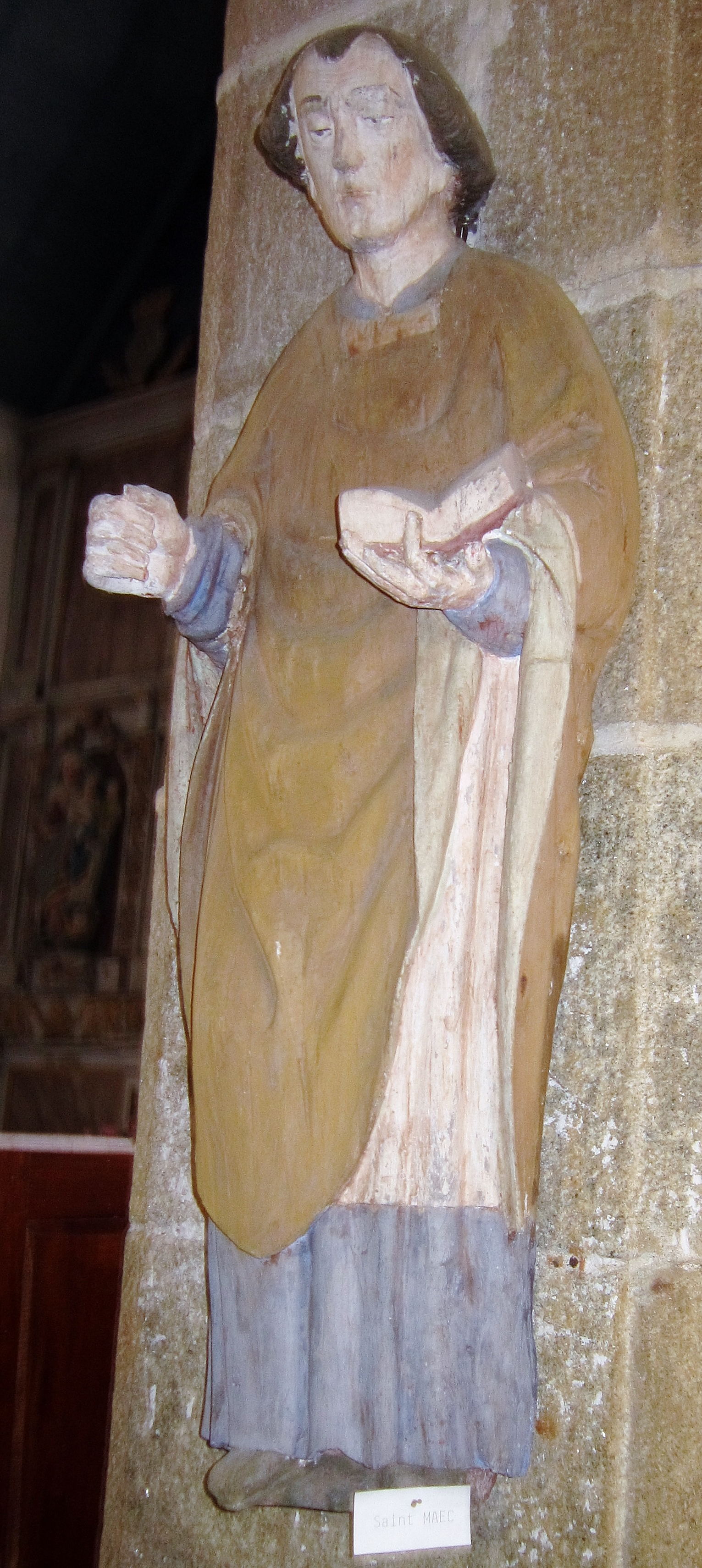
Église paroissiale Saint-Pierre de Guimaëc : statue de saint Maëc.

- Son influence toponymique est importante, plusieurs paroisses anciennes et communes actuelles portent son nom :
  - Guimaëc (Finistère), ancienne paroisse bretonne primitive ou ploue, ayant pour éponyme saint Maeoc
  - Lanvéoc (Finistère)
  - Saint-Nic (Finistère), issue du démembrement de la paroisse primitive de Plomodiern (XIe - Sent Mic)[4]
  - Tréméoc (Finistère)
  - Coëtmieux (Côtes-d'Armor)
  - Saint-Mayeux (Côtes-d'Armor) : dans l'église de cette paroisse, le saint est représenté en habits pontificaux, avec crosse et mitre[2]. Le bourg de Saint-Mayeux est désigné sous le nom de Villa Sancti Maioci dans un acte de 1286[5] et Sanctus Maeocus en 1368[6].
  - Plumieux (Côtes-d'Armor)
  - Trémeheuc (Ille-et-Vilaine), signifie la "trève de saint Maeoc".
- Peut-être aussi, mais c'est incertain :
  - La Méaugon (Côtes-d'Armor) : l'église paroissiale Saint-Méaugon honorerait en fait peut-être saint Méoc, dénommé ici localement saint Méaugon ou saint Maugan.
  - Saint-Maugan (Ille-et-Vilaine) doit aussi son nom à saint Maugan, qui est donc peut-être saint Méoc
  - Treffieux (Loire-Atlantique) : la paroisse a été parfois écrite Tréfioc, par exemple par un recteur de la paroisse en 1728 et siginfierait la "trève de saint Maeoc"[7], mais c'est une hypothèse très incertaine.
  - Tréméac : signifie trève de Saint Maeoc[8]. Nom d'un quartier de la commune de La Turballe, en Loire-Atlantique

- Les autres traces de son culte :
  - à Moëlan-sur-Mer (Finistère) existait avant la Révolution française une chapelle Saint-Maeoc, connue aussi sous le nom de chapelle Saint-Thamec.